# محمد مبارك الفجي
محمد مبارك الفجي الرشيدي رجل أعمال كويتي، ولد في الكويت عام 1953، ويعد أحد ابرز قادة المقاومة الكويتية إبان الغزو العراقي للكويت عام 1990، وكان له علاقات وثيقة مع صدام حسين قبل الغزو العراقي للكويت بحكم تجارته وتبادله التجاري مع العراق آنذاك.

## اعتقاله
في تاريخ 21 أكتوبر 1990 صدر أمر (سري للغاية) من ديوان الرئاسة العراقية بضرورة القاء القبض علي كل من محمد الفجي ومحمود الدوسري، بناء علي معلومات صادرة من جهاز المخابرات العراقية تؤكد علي خطورة المذكورين، وبناء عليه فقد تم اعتقال محمد الفجي مع الفريق محمود الدوسري في 7 نوفمبر 1990 وصدر بحقه حكم بالإعدام، وكان من المقرر تنفيذه في 15 فبراير 1991، ولكن تم الإفراج عنه فيما بعد.